# Cricotopus yunoquintus
Cricotopus yunoquintus är en tvåvingeart som beskrevs av Sasa 1984. Cricotopus yunoquintus ingår i släktet Cricotopus och familjen fjädermyggor. Inga underarter finns listade i Catalogue of Life.